# Послушник
Послу́шник (по́слушник) в русских православных мужских монастырях — лицо, готовящееся к принятию монашества, в женских монастырях — послу́шница. Как правило, послушники не дают монашеских обетов, носят, в отличие от трудников, монашеское облачение — подрясник и скуфью. Исполняют разные послушания, то есть выполняют всякие работы в храме и по монастырскому хозяйству. В некоторой степени послушник в русской традиции может быть сопоставим с рясофорным иноком в греческой традиции.

## Особенности в православии
Также в православной традиции есть рясофорный послушник (или рясофорный монах). Буквально рясофор (рясофорный послушник, рясофорная послушница) — носящий рясу. В Греции принято называть эту степень «рясофорный послушник» («рясофорная послушница»), от греческого ρασοφόρος («носящий рясу»), греки не считают рясофор степенью монашества, относя его к послушничеству (подготовке к монашеству). В России рясофорных послушников ещё называют также «рясофорными монахами».
Облачение монаха-рясофора состоит из рясы, камилавки (скуфьи) и чёток.
В качестве синонима к слову «послушник» иногда употребляется наименование пономарь, причетник. Чаще всего в русской православной традиции послушников называют «пономарями», только если те проходят послушание алтарника, и могут называться так, даже если не готовятся принять монашеские обеты. Однако такое наименование является неканоническим.
В качестве синонима слова «послушник» употребляют слово «трудник», хотя эти понятия различаются, если послушник приходит в монастырь с намерением в дальнейшем стать монахом, то трудник лишь на время приезжает трудиться и жить в монастыре.
В конце каждого письменного обращения к высокому духовному лицу, всякий православный христианин должен называть себя смиренным послушником, например,
Вашего Преосвященства недостойный послушник протоиерей Сергий.

## В других традициях
Католическим аналогом послушника является новиций.
В буддизме лицо, принявшее часть монашеских обетов, но не принявшее полностью монашеского сана, называется «послушником» (пали — саманера, санскр. — шраманера).
О том, что лишь после пребывания в «сане» послушника через определённое время можно стать монахом (бхиккху), говорится в проповедях Гаутамы Шакьямуни Будды (см., например, Сутта-нипата, 547, где говорится: «необходимо послужить четыре месяца», прежде чем монахи, «утишившие свои чувства», «дадут ему правила и устав, чтобы быть ему (полноправным) монахом»).

## В литературе
Послушником был Алёша Карамазов — персонаж романа «Братья Карамазовы» (1880) Ф. М. Достоевского. В образе этого послушника Достоевский представил одного из идеальных своих героев.